# Синдзян (река)
Синдзян е река в Източен Китай, в провинция Дзянси, вливаща се в езерото Поянху. Дължина 312 km, площ на водосборния басейн 16 800 km². Река Синдзян води началото си на 745 m н.в. от североизточните части на планината Уишан, като почти по цялото си протежение тече през ниско планински и хълмисти райони, а в най долното си течение – през най-южната част на Равнината на река Яндзъ (най-южната част на Голямата Китайска равнина), като образува изпъкнала на юг дъга. Влива се от юг в езерото Поянху, на 17 m н.в., което се оттича в река Яндзъ. Основните ѝ притоци са леви: Дадзян, Юнфъншуй, Дзици, Сюйци, Луци. Поради малкия наклон и спокойното си течение Синдзян е плавателна за плитко газещи речни съдове на 200 km от устието си. В горното ѝ течение (над град Юйшан) е изграден голям хидровъзел, който регулира оттокът ѝ и водите му се използват за добив на електроенергия. Долината ѝ е гъсто населена и земеделски усвоена, като най-големите селища са градовете Юйшан, Шанжао, Хекоу, Сюнши, Интан, Юйтан.